# Macropygia tenuirostris
La tortora cuculo delle Filippine (Macropygia tenuirostris Bonaparte, 1854)  è un uccello della famiglia dei Columbidi, diffuso nelle Filippine e a Taiwan.